# Camasca (kommun)
Camasca är en kommun i Honduras.   Den ligger i departementet Departamento de Intibucá, i den sydvästra delen av landet, 130 km väster om huvudstaden Tegucigalpa. Antalet invånare är 6 382.